# Erodium geoides
Erodium geoides är en näveväxtart som beskrevs av St. Hil.. Enligt Catalogue of Life ingår Erodium geoides i släktet skatnävor och familjen näveväxter, men enligt Dyntaxa är tillhörigheten istället släktet skatnävor och familjen näveväxter. Arten förekommer tillfälligt i Sverige, men reproducerar sig inte. Inga underarter finns listade i Catalogue of Life.